# Emakumeen Euskal Bira 2018
31. edycja kobiecego, etapowego wyścigu kolarskiego Emakumeen Euskal Bira odbyła się w dniach 19–22 maja 2018 roku w Kraju Basków, w Hiszpanii. Liczyła cztery etapy o łącznym dystansie 378 km.
Emakumeen Euskal Bira był dwunastym w sezonie wyścigiem cyklu UCI Women’s World Tour, będącym serią najbardziej prestiżowych zawodów kobiecego kolarstwa.

## Etapy
| Etap | Data    | Start – Meta                | km  | Typ    | Zwycięzca etapu      | Lider                |
| ---- | ------- | --------------------------- | --- | ------ | -------------------- | -------------------- |
| 1.   | 19 maja | Legazpi - Legazpi           | 108 | Płaski | Sabrina Stultiens    | Sabrina Stultiens    |
| 2.   | 20 maja | Vitoria                     | 28  | ITT    | Annemiek van Vleuten | Annemiek van Vleuten |
| 3.   | 21 maja | Aretxabaleta – Aretxabaleta | 122 | Płaski | Amy Pieters          | Annemiek van Vleuten |
| 4.   | 22 maja | Iurreta – Iurreta           | 120 | Płaski | Amanda Spratt        | Amanda Sprat         |

### Etap 1 – 19.05: Legazpi – Legazpi – 108 km
| #   | Zawodnik            | Zespół                   | Czas       |
| --- | ------------------- | ------------------------ | ---------- |
| 1.  | Sabrina Stultiens   | WaowDeals Pro Cycling    | 2h 51' 24" |
| 2.  | Lisa Brennauer      | Wiggle High5 Pro Cycling | + 17"      |
| 3.  | Giorgia Bronzini    | Cylance Pro Cycling      | + 17"      |
|     |                     |                          |            |
| 15. | Małgorzata Jasińska | Movistar Team            | + 17"      |
| 26. | Katarzyna Pawłowska | Team Virtu               | + 1' 04"   |
| 72. | Anna Plichta        | Boels Dolmans            | + 2' 50"   |

| #   | Zawodnik            | Zespół                   | Czas       |
| --- | ------------------- | ------------------------ | ---------- |
| 1.  | Sabrina Stultiens   | WaowDeals Pro Cycling    | 2h 51' 13" |
| 2.  | Lisa Brennauer      | Wiggle High5 Pro Cycling | + 22"      |
| 3.  | Giorgia Bronzini    | Cylance Pro Cycling      | + 24"      |
|     |                     |                          |            |
| 7.  | Małgorzata Jasińska | Movistar Team            | + 27"      |
| 26. | Katarzyna Pawłowska | Team Virtu               | + 1' 15"   |
| 72. | Anna Plichta        | Boels Dolmans            | + 3' 01"   |

### Etap 2 – 20.05: Vitoria – 28 km
| #   | Zawodnik             | Zespół                   | Czas     |
| --- | -------------------- | ------------------------ | -------- |
| 1.  | Annemiek van Vleuten | Mitchelton-Scott         | 34' 00"  |
| 2.  | Anna van der Breggen | Boels-Dolmans            | + 14"    |
| 3.  | Lisa Brennauer       | Wiggle High5 Pro Cycling | + 44"    |
|     |                      |                          |          |
| 30. | Małgorzata Jasińska  | Movistar Team            | + 2' 21" |
| 31. | Katarzyna Pawłowska  | Team Virtu               | + 2' 22" |
| 36. | Anna Plichta         | Boels Dolmans            | + 2' 40" |

| #   | Zawodnik             | Zespół                   | Czas       |
| --- | -------------------- | ------------------------ | ---------- |
| 1.  | Annemiek van Vleuten | Mitchelton-Scott         | 3h 25' 38" |
| 2.  | Anna van der Breggen | Boels Dolmans            | + 14"      |
| 3.  | Lisa Brennauer       | Wiggle High5 Pro Cycling | + 41"      |
|     |                      |                          |            |
| 17. | Małgorzata Jasińska  | Movistar Team            | + 2' 23"   |
| 28. | Katarzyna Pawłowska  | Team Virtu               | + 3' 12"   |
| 49. | Anna Plichta         | Boels Dolmans            | + 5' 16"   |

### Etap 3 – 21.05: Aretxabaleta – Aretxabaleta – 122 km
| #   | Zawodnik            | Zespół                   | Czas       |
| --- | ------------------- | ------------------------ | ---------- |
| 1.  | Amy Pieters         | Boels Dolmans            | 3h 02' 00" |
| 2.  | Emilia Fahlin       | Wiggle High5 Pro Cycling | + 0"       |
| 3.  | Clara Koppenburg    | Cervélo–Bigla            | + 0"       |
|     |                     |                          |            |
| 12. | Katarzyna Pawłowska | Team Virtu               | + 2' 01"   |
| 30. | Małgorzata Jasińska | Movistar Team            | + 2' 01"   |
| 88. | Anna Plichta        | Boels Dolmans            | + 5' 18"   |

| #   | Zawodnik             | Zespół           | Czas       |
| --- | -------------------- | ---------------- | ---------- |
| 1.  | Annemiek van Vleuten | Mitchelton-Scott | 6h 29' 38" |
| 2.  | Georgia Williams     | Mitchelton-Scott | + 3"       |
| 3.  | Anna van der Breggen | Boels Dolmans    | + 12"      |
|     |                      |                  |            |
| 17. | Małgorzata Jasińska  | Movistar Team    | + 2' 24"   |
| 28. | Katarzyna Pawłowska  | Team Virtu       | + 3' 13"   |
| 61. | Anna Plichta         | Boels Dolmans    | + 8' 34"   |

### Etap 4 – 22.05: Iurreta – Iurreta – 120 km
| #   | Zawodnik             | Zespół                   | Czas       |
| --- | -------------------- | ------------------------ | ---------- |
| 1.  | Amanda Spratt        | Mitchelton-Scott         | 3h 19' 25" |
| 2.  | Elisa Longo Borghini | Wiggle High5 Pro Cycling | + 1' 16"   |
| 3.  | Olga Zabielinska     | Cogeas–Mettler           | + 1' 16"   |
|     |                      |                          |            |
| 4.  | Małgorzata Jasińska  | Movistar Team            | + 2' 12"   |
| 28. | Katarzyna Pawłowska  | Team Virtu               | + 7' 41"   |
| 73. | Anna Plichta         | Boels Dolmans            | + 14' 12"  |

| #   | Zawodnik             | Zespół           | Czas       |
| --- | -------------------- | ---------------- | ---------- |
| 1.  | Amanda Spratt        | Mitchelton-Scott | 9h 50' 26" |
| 2.  | Annemiek van Vleuten | Mitchelton-Scott | + 48"      |
| 3.  | Anna van der Breggen | Boels Dolmans    | + 59"      |
|     |                      |                  |            |
| 10. | Małgorzata Jasińska  | Movistar Team    | + 3' 13"   |
| 32. | Katarzyna Pawłowska  | Team Virtu       | + 9' 28"   |
| 65. | Anna Plichta         | Boels Dolmans    | + 21' 23"  |

## Liderzy klasyfikacji po etapach
| Etap                 | Zwycięzca            | Klasyfikacja generalna | Klasyfikacja punktowa | Klasyfikacja górska | Klasyfikacja sprinterska | Klasyfikacja młodzieżowa | Klasyfikacja drużynowa |
| -------------------- | -------------------- | ---------------------- | --------------------- | ------------------- | ------------------------ | ------------------------ | ---------------------- |
| 1                    | Sabrina Stultiens    | Sabrina Stultiens      | Sabrina Stultiens     | Małgorzata Jasińska | Katarzyna Pawłowska      | Nadia Quagliotto         | WaowDeals Pro Cycling  |
| 2                    | Annemiek van Vleuten | Annemiek van Vleuten   | Lisa Brennauer        | Małgorzata Jasińska | Katarzyna Pawłowska      | Aafke Soet               | Mitchelton-Scott       |
| 3                    | Amy Pieters          | Annemiek van Vleuten   | Lisa Brennauer        | Asja Paladin        | Katarzyna Pawłowska      | Mariia Novolodskaia      | Mitchelton-Scott       |
| 4                    | Amanda Spratt        | Amanda Spratt          | Anna van der Breggen  | Asja Paladin        | Katarzyna Pawłowska      | Aafke Soet               | Mitchelton-Scott       |
| Klasyfikacja końcowa | Klasyfikacja końcowa | Amanda Spratt          | Anna van der Breggen  | Asja Paladin        | Katarzyna Pawłowska      | Aafke Soet               | Mitchelton-Scott       |

## Klasyfikacje końcowe

### Klasyfikacja generalna
|     | Zawodnik             | Zespół                   | Czas       |
| --- | -------------------- | ------------------------ | ---------- |
| 1.  | Amanda Spratt        | Mitchelton-Scott         | 9h 50' 26" |
| 2.  | Annemiek van Vleuten | Mitchelton-Scott         | + 48"      |
| 3.  | Anna van der Breggen | Boels Dolmans            | + 59"      |
| 4.  | Georgia Williams     | Mitchelton-Scott         | + 1' 20"   |
| 5.  | Elisa Longo Borghini | Wiggle High5 Pro Cycling | + 1' 27"   |
|     |                      |                          |            |
| 10. | Małgorzata Jasińska  | Movistar Team            | + 3' 13"   |
| 32. | Katarzyna Pawłowska  | Team Virtu               | + 9' 28"   |
| 65. | Anna Plichta         | Boels Dolmans            | + 21' 23"  |

### Klasyfikacja punktowa
| M-ce | Zawodnik             | Zespół                   | Punkty |
| ---- | -------------------- | ------------------------ | ------ |
| 1.   | Anna van der Breggen | Boels Dolmans            | 48     |
| 2.   | Annemiek van Vleuten | Mitchelton-Scott         | 44     |
| 3.   | Lisa Brennauer       | Wiggle High5 Pro Cycling | 41     |
|      |                      |                          |        |
| 8.   | Katarzyna Pawłowska  | Team Virtu               | 27     |
| 16.  | Małgorzata Jasińska  | Movistar Team            | 16     |

### Klasyfikacja górska
| M-ce | Zawodnik             | Zespół           | Punkty |
| ---- | -------------------- | ---------------- | ------ |
| 1.   | Asja Paladin         | Valcar–PBM       | 19     |
| 2.   | Amanda Spratt        | Mitchelton-Scott | 18     |
| 3.   | Anna van der Breggen | Boels Dolmans    | 15     |
|      |                      |                  |        |
| 6.   | Małgorzata Jasińska  | Movistar Team    | 6      |

### Klasyfikacja młodzieżowa
| M-ce | Zawodnik            | Zespół           | Czas       |
| ---- | ------------------- | ---------------- | ---------- |
| 1.   | Aafke Soet          | WNT–Rotor        | 9h 54' 45" |
| 2.   | Mariia Novolodskaia | Cogeas–Mettler   | + 38"      |
| 3.   | Alexandra Manly     | Mitchelton-Scott | + 4' 59"   |

### Klasyfikacja drużynowa
| M-ce | Zespół                   | Czas        |
| ---- | ------------------------ | ----------- |
| 1.   | Mitchelton-Scott         | 29h 33′ 33″ |
| 2.   | Wiggle High5 Pro Cycling | + 12' 22"   |
| 3.   | Movistar Team            | + 14' 07"   |